# Четвёртый период развития биогеографии
Четвёртый период развития биогеографии характеризуется тем, что принципы актуализма и историзма, выдвинутые французским учёным Жаном Ламарком и утверждённые Ч. Лаелем[кто?], стали отправной точкой для следующего объяснения эволюционной теории органического мира английским учёным Чарльзом Дарвином. В 1859 году вышел в свет труд «Происхождение видов путём естественного отбора, или Сохранение благоприятствуемых пород в борьбе за жизнь», в которой он доказывает, что растения и животные переменчивы: существующие сейчас виды происходят от предыдущих путём влияния трёх взаимосвязанных факторов: изменчивость, природный отбор и наследственность. Для таких утверждений он много взял из кругосветного путешествия (1831—1836). Дарвин собрал огромный материал про флору и фауну, коллекции неизвестных ископаемых животных, пород и минералов.
Учёный доказал, что происхождение и отмирание видов — природные процессы, возникшие природным отбором. Суть этого процесса в выживании видов, которые лучше всего приспособлены к условиям проживания. Существование вида в пространстве и времени бесконечно. Исчезновение вида характерно сначала для части, а потом — для всего ареала.
На этот период приходится зарождение биоценологии. Карл Мёбиус, изучая влияние абиотических и биотических факторов на морские организмы, прежде всего устриц, предложил термин биоценоз (1877). Адольф Ремане исследовал Среднюю Европу, Кавказ, Южную Африку. И. Пачосский сформулировал принципы и задания фитосоциологии (1891), со временем обрабатав понятия про биоэкологический потенциал вида и его способность к расселению и последующей эволюции.
Эволюционный и экологический подходы к анализу растительности использует российский биограф Андрей Бекетов в труде «Фитогеографический очерк Европейской России» (1884) и «География растений» (1896). В. Докучаев развил идеи Александр Гумбольдта про растение-климатические зоны Земли, повлиял на формирование фито- и зоо- географии как географических дисциплин, чаще всего связанных с почвоведением.
Таким образом, 4-й период в истории развития биогеографии характеризируется значительным влиянием эволюционного учения Чарльза Дарвина, что повлекло к активному развитию исторического, экологического, регионального, биценотического и океанологического направлений.